# Luis Rubiales
Luis Manuel Rubiales Béjar (Las Palmas de Gran Canaria, 23 de agosto de 1977) es un exfutbolista, abogado y exdirigente deportivo español, presidente de la Real Federación Española de Fútbol entre 2018 y 2023 y vicepresidente de la UEFA entre 2019 y 2023. Con anterioridad, también presidió la Asociación de Futbolistas Españoles (AFE).Es licenciado en Derecho por la Universidad CEU Cardenal Herrera de Elche, abogado del Colegio de Abogados de Madrid y director deportivo titulado por la Universidad Camilo José Cela.

## Trayectoria deportiva
En 1991, con 14 años, debutó en el Motril CF, equipo de la ciudad a donde se había trasladado su familia a los pocos meses de nacer Rubiales. Su padre, Luis Rubiales López, fue alcalde socialista de Motril entre 1995 y 2003. En la temporada 1994-1995 se unió al Valencia CF y un año más tarde fue convocado con la selección nacional sub-18. En la temporada 1996-97 jugó en el Amorós, club de Tercera División del Atlético de Madrid. Se lesionó el recto anterior de la pierna izquierda. Le operó el Dr. Pedro Guillén, empezando una amistad que se mantiene hoy día.[cita requerida]
En 1997, Luis Rubiales debutó en Segunda División B con el Guadix CF (provincia de Granada). Pero sufre una recaída de su lesión tras 5 partidos jugados, pasa 3 meses en rehabilitación y el club prescinde de él. Pasa a jugar para Gerardo Castillo en el Granada 74, de nuevo en Tercera División. En la temporada 1998-99, vuelve al Guadix (que cayó a tercera tras salir Rubiales) y acaba la temporada con 10 goles en 47 partidos jugando a las órdenes de Pepe Parejo, siendo un jugador fundamental en el ascenso a Segunda División B.
Entre 1999 y 2003, jugó en varios equipos: el RCD Mallorca B (Segunda B) con Juan Ramón López Caro como entrenador, el UE Lleida (Segunda) y el Xerez CD bajo la dirección de uno de sus ídolos de la infancia Bernd Schuster. Dejó este último club debido a los impagos de su sueldo y fichó por el Levante UD (Segunda) en la temporada 2003-04. Se logra el ansiado ascenso a Primera División por parte del equipo Granota tras 40 años, bajo la dirección técnica de Manolo Preciado. En la siguiente temporada 2004-05 (Primera) debutó en el primer partido de liga en la máxima categoría del fútbol español un 29 de agosto de 2004, frente a la Real Sociedad y el resultado fue empate a uno. El equipo acabaría descendiendo a Segunda División, pero en la temporada 2005-06 consiguió ascender nuevamente a Primera. A pesar de sufrir lesiones en la rodilla izquierda, su contrato fue renovado por tres años más y llegó a ser capitán del equipo entre 2007 y 2008.
En la temporada 2007-2008, el Levante sufrió una grave crisis económica, que le llevó al concurso de acreedores. Como capitán del equipo, Rubiales logró que sus compañeros cobraran la mayoría de sus nóminas después de varias protestas fuera y dentro del campo. En esta época empezaron sus contactos con la AFE y otros clubes.
Finalmente, cambió de equipo en la temporada 2008-2009 yéndose al Alicante CF (Segunda). Allí siguieron los impagos, y sus reivindicaciones le costaron quedarse en el banquillo prácticamente toda la segunda vuelta.
En 2009 ficha por el Hamilton Academical, equipo escocés de 1.ª división del que se retira profesionalmente tras jugar solo cuatro partidos y ser elegido por la prensa local como mejor jugador del partido en dos de ellos.
Con 32 años inicia entonces su carrera política en la Asociación de Futbolistas Españoles (AFE).

#### Estadísticas de juego
Rubiales jugó como defensa en seis clubes españoles, tanto en Primera División como en Segunda, Segunda B y Tercera. También militó en un club de la liga escocesa. Durante los 298 partidos jugados en las categorías profesionales, tanto en España como en el extranjero, marcó 1 gol. Mientras jugaba en las categorías semiprofesionales, anotó otros 10 goles.

## Trayectoria institucional

### Presidente de la Asociación de Futbolistas Españoles
Luis Rubiales se presentó al cargo de presidente de la Asociación de Futbolistas Españoles (AFE) como rival de Gerardo González Movilla, quien no había tenido contrincante desde que empezó a ejercer el cargo en 1988. En marzo de 2010, después de que Movilla retirase su candidatura unos días antes de las votaciones, Rubiales se convierte en presidente.
El sindicato de futbolistas era una institución poco activa pero con la llegada de Luis Rubiales se volvió reivindicativa para tratar de solucionar los problemas económicos que sufrían muchos futbolistas.
A los pocos días de empezar sus funciones en el cargo, dejó claras sus intenciones anunciando que podría convocar una huelga y afectar a un clásico entre Real Madrid y Fútbol Club Barcelona. 
En el inicio de la temporada 2011-2012, convocó la primera huelga en 27 años de futbolistas de Primera y Segunda División para pedir que se firmase un convenio colectivo que crease un fondo para garantizar el pago de los sueldos de los futbolistas e impusiese sanciones a los clubes que no cumpliesen con los pagos.
En la temporada 2015-2016, siguió con las reivindicaciones al convocar un parón indefinido a partir de mayo porque los futbolistas fueron excluidos durante la elaboración del Real Decreto para la venta centralizada de los derechos de televisión de los clubes de fútbol. La Liga de Fútbol Profesional (LPF) pidió a la Audiencia Nacional la suspensión de la huelga por considerarla ilegal. Finalmente se llegó a un acuerdo por el que el 0,5% de los ingresos anuales por los derechos audiovisuales se ingresasen a la AFE para destinarlos a fines relacionados con la mejora de las condiciones laborales de los futbolistas y fomentar su inserción laboral una vez concluida su actividad como profesionales del fútbol.
En mayo de 2016 recibió el premio honorífico Golsmedia “por su labor en defensa del colectivo de futbolistas tanto profesionales como semiprofesionales, garantizando sus derechos laborales, económicos, formativos y sociales”
Tras la Asamblea de AFE, celebrada en Valencia el 26 de junio de 2016, anunció algunas de esas medidas, entre las que se incluían: un Plan de Ahorro Fin de Carrera para que los futbolistas pudieran acceder a esos fondos cuando se retiraran, un fondo económico para situaciones de emergencia y la puesta en marcha de una serie de servicios que se concentrarían en la llamada “Casa del futbolista”, como un centro médico, un laboratorio de investigación muscular y concentraciones para que los jugadores sin equipo pudieran entrenar y recuperarse de las lesiones.
En junio de 2016 anunció que era su intención proponer a la Asamblea de AFE la integración de las futbolistas femeninas en la asociación como miembros de pleno derecho. Se aprobó la propuesta por unanimidad. Tras la integración se creó el Comité de fútbol Femenino AFE.
Además de la presidencia de la AFE desde 2010, Rubiales es miembro de la comisión directiva del Consejo Superior de Deportes (CSD), miembro de la junta directiva de la Real Federación Española de Fútbol (RFEF), desde 2011 forma parte de la mesa para el diálogo social en el Deporte Europeo (Bruselas), desde 2012 es miembro del Comité estratégico del fútbol profesional de la UEFA (Nyon), desde 2013 es vicepresidente del comité ejecutivo de la Federación Internacional de Futbolistas Profesionales (FIFPro). De 2014 hasta julio de 2017 fue presidente de la junta directiva de la Mutualidad de deportistas profesionales (MDP); miembro desde 2010.

### Presidente de la Real Federación Española de Fútbol
El 17 de mayo de 2018 sucedió a Ángel Villar como presidente de la Real Federación Española de Fútbol (RFEF), después de obtener la mayoría absoluta en la votación de la asamblea celebrada en la Ciudad del Fútbol de Las Rozas. El expresidente de la Asociación de Futbolistas Españoles (AFE) logró 80 votos por 56 de Juan Luis Larrea, más uno en blanco.
En su discurso, Rubiales utilizó un tono conciliador asegurando que todos los estamentos tendrían sitio en la Federación, incluso aquellos que no le votaron: "Quiero una Federación para todos". Avanzó que pretendía construir un organismo líder en transparencia, dedicar esfuerzos al fútbol modesto e incorporar a la mujer a los cargos directivos.
El 13 de junio de 2018, dos días antes del debut de la Selección Española en el Mundial de Rusia, destituyó fulminantemente al entrenador del combinado español Julen Lopetegui, tras anunciarse la contratación del seleccionador cesado por el Real Madrid CF. Rubiales alegó que las formas con que el Madrid había anunciado el fichaje del seleccionador fueron un factor clave en la decisión. El presidente de la Federación había pedido al club que esperara para hacer el anuncio, pese a lo cual el Madrid anunció el fichaje "unos minutos después", en contra de la petición de la Federación. Además, Lopetegui había renovado su contrato con la Selección apenas veinte días antes.
Rubiales fue elegido el 7 de febrero de 2019 como miembro del Comité Ejecutivo de la UEFA. Cinco meses después del nombramiento, el 29 de mayo, Aleksander Čeferin propuso al dirigente español como vicepresidente de la institución, cargo que ostentaba hasta su suspensión.[cita requerida]
El 21 de septiembre de 2020 fue reelegido como Presidente de la RFEF para el mandato 2020-2024 en la Asamblea General por un total de 95 votos a favor y 10 abstenciones.[cita requerida]
El 10 de septiembre de 2023 hizo pública su renuncia a los cargos que ostentaba en la RFEF y la UEFA, véase, presidente y vicepresidente, respectivamente.

### Investigado por la UCO
En marzo de 2024, la Unidad Central Operativa registró su casa en busca de pruebas de varios contratos irregulares de la RFEF y la Fiscalía ordenó su extradición (se encontraba en la República Dominicana) y detención siendo detenido a su llegada a Madrid.

## Controversias

### Denuncias sobre fiestas privadas
Juan Rubiales, tío de Luis Rubiales y exdirector del Gabinete del presidente de la RFEF, ha declarado que en 2020 se realizaron eventos privados financiados con fondos de la institución. Según las denuncias presentadas, su sobrino habría organizado fiestas y orgías en un chalé privado en Salobreña, Granada, en las cuales habría invitado a un grupo de ocho o diez chicas jóvenes. Se afirma que los gastos de tales fiestas se pagaron con tarjetas de empresa de la RFEF. Además, se ha acusado a Rubiales de usar recursos federativos para su disfrute personal, como un viaje a Nueva York en 2018 acompañado por una pintora mexicana y el alquiler de una vivienda. Estas acusaciones han generado controversia y han llevado a investigaciones por parte de la Fiscalía Anticorrupción y otras entidades.

### Supercopa Files
El 18 de abril de 2022, el medio digital español El Confidencial publicó varios documentos y audios filtrados, que denominaron como Supercopa Files, que incluían conversaciones ocurridas en 2019 entre Rubiales y el futbolista en activo del FC Barcelona y empresario Gerard Piqué. En los audios, Rubiales negociaba el pago a Piqué de unas comisiones de 24 millones de euros relativas a que la Supercopa de España se jugase en Arabia Saudita. Una de las condiciones era que dos de los cuatro equipos participantes fueran siempre el FC Barcelona y el Real Madrid. De estas comisiones también saldría beneficiado el propio Rubiales debido a la parte variable de su sueldo en la federación.La filtración de los audios suscitó una notable polémica y obligó a dar explicaciones tanto a Piqué como al propio Luis Rubiales.

### Caso Rubiales
En agosto de 2023, tras la victoria de la Selección femenina de fútbol de España en la Copa Mundial Femenina de Fútbol de 2023, durante la celebración en la entrega de las medallas y tras abrazar efusivamente a varias jugadoras, besó en los labios a la centrocampista Jennifer Hermoso mientras sujetaba su cabeza con las manos. 
Hermoso lo denunció ante la Fiscalía por acoso sexual, coacciones y agresión sexual.  La Fiscalía presentó una demanda contra Rubiales ante la Audiencia Nacional en Madrid. 
Cuando Hermoso renunció a la Selección de España, el resto de las jugadoras renunciaron también en su apoyo manifestando su firme y rotunda condena ante conductas que han atentado contra la dignidad de las mujeres. Como consecuencia de todo esto la FIFA suspendió provisionalmente a Rubiales durante 90 días de toda actividad relacionada con el fútbol a nivel nacional e internacional. La suspensión fue emitida en el contexto de un procedimiento disciplinario abierto contra Rubiales el 24 de agosto y se le ordenó a él y a la RFEF, abstenerse de contactar con la jugadora Jennifer Hermoso.
También, al finalizar dicho encuentro deportivo, y encontrándose en la tribuna de autoridades junto a la reina Letizia, la infanta Sofía y el presidente de la FIFA, el presidente de la RFEF rompió el protocolo y festejó de forma criticada el triunfo de la selección, llegando a tocarse los genitales. Ante la polémica, Rubiales pidió disculpas y declaró que fue "un gesto de amistad y gratitud", algo "totalmente espontáneo por la alegría inmensa que da ganar un Mundial".
Luis Rubiales se enfrentó a duras críticas por estas actitudes, incluidas peticiones de altos cargos del Gobierno de España y del principal partido de la oposición para que dimitiera. Así mismo, la AFE emitió un comunicado oficial en el que afirmaba que si Rubiales no dimitía inmediatamente, exigirían que se le aplicara la Ley del Deporte. Relacionado con todo ello, la FIFA abrió expediente disciplinario a Luis Rubiales.
El 9 de septiembre dimitió de la dirección de la RFEF y de la vicepresidencia de la UEFA.El 30 de octubre, la Comisión Disciplinaria de la FIFA lo inhabilitó por tres años para ejercer cualquier cargo o actividad relacionada con el fútbol. Posteriormente el 17 de Noviembre el Tribunal Administrativo del Deporte también le inhabilito en España por un periodo de tres años por violar dignidad y el decoro deportivos según la Ley del Deporte y el Real Decreto sobre Disciplina Deportiva.
En 2024, la Fiscalía solicitó una pena de dos años y medio de cárcel por los delitos de agresión sexual y coacciones.En abril, la Audiencia Nacional española confirmó el inicio del juicio a Rubiales.
El 20 de febrero de 2025 la Audiencia Nacional le condenó por agresión sexual y le impuso la pena de multa de 10 800€  por el beso a Jennifer Hermoso, además de una orden de alejamiento de 200 m y la prohibición de comunicarse con la futbolista en un año, quedando absuelto del delito de coacción.

### Demanda a Wikipedia
En agosto de 2023, Rubiales presentó una demanda a través de un juzgado de Valladolid basada en la Ley Orgánica del Derecho de Rectificación contra Wikipedia, buscando eliminar contenido que él considera perjudicial y falso para su reputación. Presentó la denuncia por medio del departamento legal de la RFEF, con el abogado Pedro González Segura a cargo de ella. El hecho data de diciembre de 2022, pero tomó notoriedad luego del polémico beso no consensuado a la jugadora Jenni Hermoso. La demanda se centra en información vinculada a escándalos, los cuales además del Caso Rubiales, incluyen las negociaciones de venta de la Supercopa de España a Arabia Saudita, implicando comisiones y beneficios personales, así como mensajes despectivos hacia equipos de la liga española.
Aunque Wikipedia no posee la capacidad de editar directamente sus propios artículos, al parecer, se le habría comunicado a Rubiales que esta limitación surge porque son los usuarios quienes llevan a cabo la labor de edición. En este contexto, se le habría aconsejado al presidente que expresara sus argumentos en la sección de discusión correspondiente en el artículo en Wikipedia. También se le habría sugerido la opción de proporcionar fuentes confiables que puedan aportar claridad y matices a la información ya publicada y referenciada.

## Clubes
| Club                     | Temporada | País    | Partidos | Goles |
| ------------------------ | --------- | ------- | -------- | ----- |
| Guadix C. F.             | 1998-1999 | España  | 46       | 0     |
| R. C. D. Mallorca "B"    | 1999-2000 | España  | 30       | 0     |
| U. E. Lleida             | 2000-2001 | España  | 35       | 0     |
| Xerez C. D.              | 2001-2003 | España  | 64       | 0     |
| Levante U. D.            | 2003-2008 | España  | 96       | 0     |
| Alicante C. F.           | 2008-2009 | España  | 23       | 0     |
| Hamilton Academical F.C. | 2009      | Escocia | 4        | 0     |
| Total                    | Total     | Total   | 298      | 0     |

## Palmarés
| Título                     | Equipo        | País   | Año     |
| -------------------------- | ------------- | ------ | ------- |
| Segunda División de España | Levante U. D. | España | 2003-04 |